# Suchodilsk
Suchodilsk (ukrainisch Суходільськ; russisch Суходольск Suchodolsk) ist eine kleine Stadt in der Oblast Luhansk im Osten der Ukraine mit etwa 20.800 Einwohnern (2016), die administrativ zur Stadtgemeinde von Krasnodon gehört.
Im Jahr 1914 entstand aufgrund der vorhandenen Kohlevorkommen und dem Bau einer Bahnstation das Dorf Werchnje-Duwanne (ukrainisch Верхнє-Дуванне), dass 1972 den Namen Suchodilsk sowie den Status einer Stadt erhielt.
Seit Sommer 2014 ist die Stadt im Verlauf des Ukrainekrieges durch Separatisten der Volksrepublik Lugansk besetzt.

## Geographie
Die Stadt liegt im östlichen Donezbecken etwa 40 km südöstlich vom Oblastzentrum Luhansk.
Die Stadt Krasnodon liegt 3 km südlich von Suchodilsk und ist über die Fernstraße M 04 zu erreichen.
Suchodilsk hat eine Ausdehnung von Norden nach Süden von 3 km Länge und von Osten nach Westen von 4,3 km.

## Bevölkerungsentwicklung
| 1959   | 1979   | 1989   | 2001   | 2005   | 2016   |
| ------ | ------ | ------ | ------ | ------ | ------ |
| 13.052 | 27.051 | 28.382 | 23.642 | 22.282 | 20.805 |

Quelle: